# Параллельные миры (фильм)
«Параллельные миры» (англ. Upside Down) — фантастическая мелодрама режиссёра Хуана Диего Соланаса. В главных ролях Джим Стёрджесс и Кирстен Данст. Премьера в России состоялась 23 августа 2012 года.

## Сюжет
Очень давно две планеты притянулись друг к другу, и на обеих планетах живут люди, для каждой из планет есть своё притяжение. На верхней планете царит богатство и благоденствие. На ней создана корпорация, выкачивающая недра второй планеты и взамен предлагающая электроэнергию по цене, неподъёмной для бедных жителей нижней планеты. Перемещение людей между планетами жёстко контролируется.
В центре событий находятся двое людей: она — девушка из богатой семьи из верхнего мира, он — простой человек из нижнего мира, между ними любовь и прочие сопутствующие обстоятельства, которые осложняются тем, что от их союза зависит судьба двух миров.

## В ролях
- Джим Стёрджесс — Адам[1]
- Кирстен Данст — Иден[1]
- Тимоти Сполл — Боб Боручовец (из верхнего мира)
- Джейн Хайтмейер — руководитель
- Блу Манкума — Альберт (из нижнего мира)

## Съёмки
Основные съёмки начались в Хэнкоке, Мичиган в феврале 2010 года. Съемки и постпродакшн были расположены в США из-за низких налогов страны на кинопроизводство. Продюсер Димитри Рассам сказал: «Мы не могли бы снять „Параллельные миры“ без французской системы финансирования, но мы не могли провести съёмки [во Франции], потому что налоговая скидка недостаточно привлекательна».

## Критика
Фильм получил смешанные отзывы кинокритиков. На сайте Rotten Tomatoes фильм имеет рейтинг 25 % на основе 51 рецензии критиков со средним баллом 4,8 из 10. На сайте Metacritic фильм имеет оценку 45 из 100 на основе 22 рецензий критиков, что соответствует статусу «смешанные или средние отзывы».